# 14927 Satoshi
14927 Satoshi eller 1994 VW6 är en asteroid i huvudbältet som upptäcktes den 1 november 1994 av de båda japanska astronomerna Kazuro Watanabe och Kin Endate vid Kitami-observatoriet. Den är uppkallad efter den japanske astronauten Satoshi Furukawa.
Asteroiden har en diameter på ungefär 4 kilometer.